# Deșirați
Deșirați es una despoblado rumano de la comuna de Scorțaru Nou, en el condado de Brăila.

## Historia
Hacia comienzos del siglo XX la localidad, que ya por entonces pertenecía al condado de Brăila, formaba parte de la comuna de Scorțaru-Nou y tenía contabilizada una población de 408 habitantes.
En la segunda mitad del siglo XX la localidad seguía formando parte de Scorțaru Nou. En el censo de 2021 la localidad no figuraba.